# 국립춘천박물관
국립춘천박물관(國立春川博物館, Chuncheon National Museum)은 국립중앙박물관의 소속기관이다. 2002년 5월 27일 발족하였으며, 강원특별자치도 춘천시 우석로 70에 위치하고 있다. 관장은 학예연구관으로 보하되, 임기제공무원을 보할 수 있다. 강원도 문화 유산의 보존·전시·연구·사회교육을 위한 박물관이다.

## 역사
국립춘천박물관은 1993년김영삼 대통령 시기에 이민섭 문화체육부장관이 발표한 '문화발전5개년계획'의 일환으로 계획되었다. 그로부터 2년 후인 1995년 12월 14일에 착공되었다. 이전까지 강원도에는 국립박물관이 없었는데, 국립춘천박물관이 지어지며 대한민국의 모든 도가 국립박물관을 갖추게 되었다. 이후 개관이 미루어지다 2002년 10월 30일에 개관하였다. 2003년에는 한국건축가협회로부터 '올해의 우수 건축물'로 선정되었다.

## 조직

### 관장
- 기획운영과[6]
- 학예연구실[7]

## 시설 및 소장품

### 시설

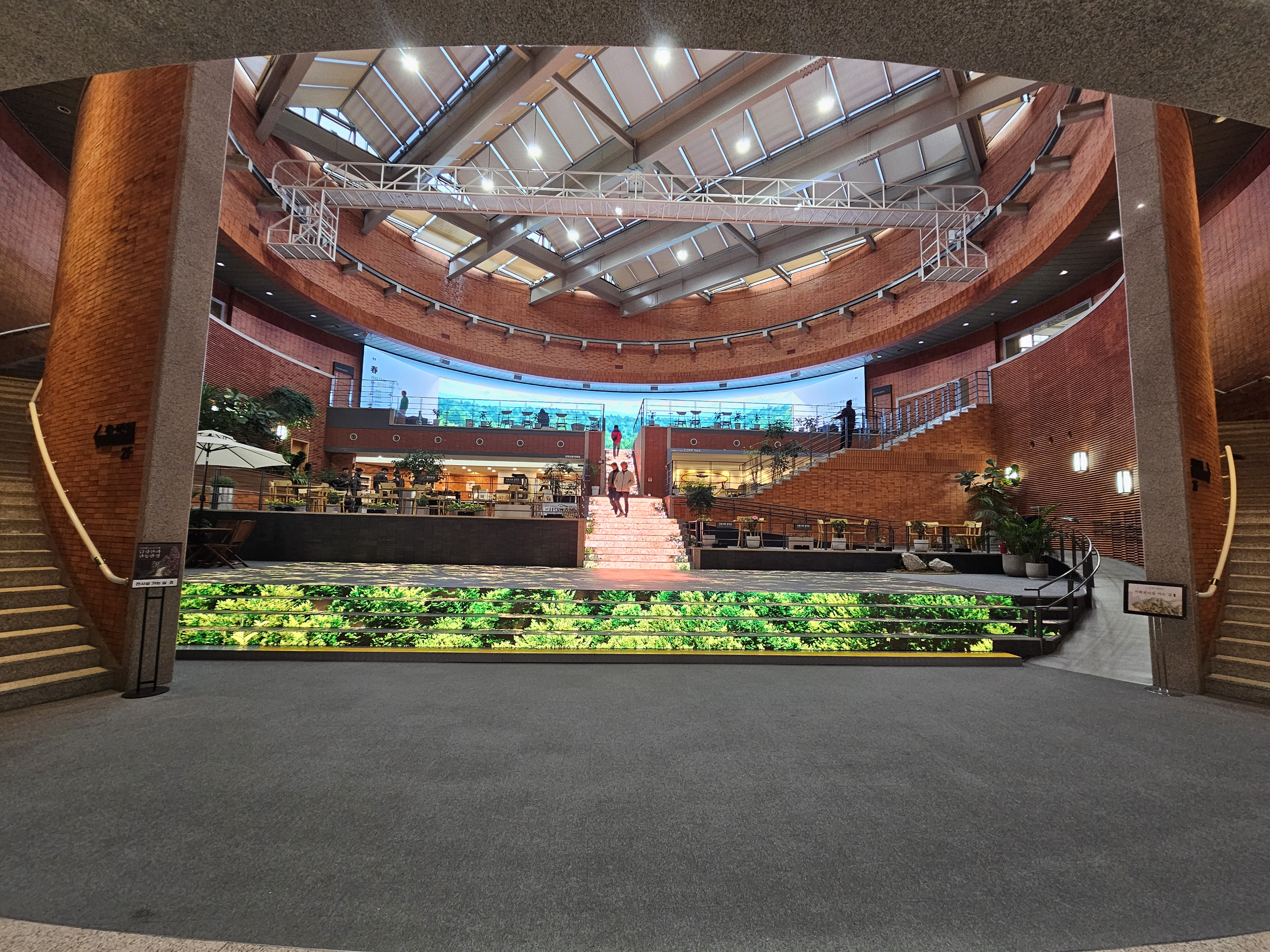
국립춘천박물관 내부 (2023년 12월)

2층 건물로, 4개의 전시실이 있어서 선사-고대-고려-조선 시대로 나뉘어서 유물이 전시되고 있다.
- 선사 시대: 흑요석제 석기, 청동검, 청동거울(다뉴세문경), 각종 토기 등
- 고대: 금귀걸이, 청동자루솥, 금동보살입상 등
- 고려: 청자향로, 사리기, 철조약불좌상 등
- 조선, 근·현대: 석조나한상, 단종과 왕비의 보인 등

### 소장품
2016년 12월 31일 기준 소장품 현황은 다음과 같다.
| 금속    | 토제     | 도자기  | 석       | 유리 보석 | 초제 | 나무  | 골각 패갑 | 지    | 피모 | 사직 | 종자 | 기타 | 계       |
| ------- | -------- | ------- | -------- | --------- | ---- | ----- | --------- | ----- | ---- | ---- | ---- | ---- | -------- |
| 2,263건 | 21,501건 | 3,425건 | 14,732건 | 154건     | 56건 | 775건 | 38건      | 696건 | 13건 | 44건 | -    | 19건 | 43,716건 |
| 3,553점 | 22,142점 | 3,487점 | 15,383점 | 576점     | 66점 | 861점 | 153점     | 910점 | 14점 | 73점 | -    | 43점 | 47,261점 |

## 같이 보기
- 대한민국의 박물관과 미술관 목록
- 대한민국의 국립 박물관 목록